# Finał Grand Prix w łyżwiarstwie figurowym 2024/2025
Finał Grand Prix w łyżwiarstwie figurowym 2024/2025 – zawody łyżwiarstwa figurowego na szczeblu międzynarodowym, stanowiące podsumowanie dla cyklu Grand Prix 2024/2025 oraz cyklu Junior Grand Prix 2024/2025. Zawody odbywały się od 5 do 8 grudnia 2024 roku w Patinoire Polesud w Grenoble.
W kategorii seniorów wśród solistów i solistek zwycięzcami zostali Amerykanie, Ilia Malinin i Amber Glenn. W konkurencji par sportowych triumfowali reprezentanci Niemiec Minerva Fabienne Hase i Nikita Wołodin, zaś w parach tanecznych Amerykanie Madison Chock i Evan Bates.
W kategorii juniorów, w konkurencji solistów zwyciężył Amerykanin Jacob Sanchez, a w konkurencji solistek Japonka Mao Shimada. W parach sportowych złoty medal zdobyli reprezentanci Japonii Jiaxuan Zhang i Yihang Huang, zaś w konkurencji par tanecznych reprezentanci Włoch Noemi Maria Tali i Noah Lafornara.

## Wyniki

### Kategoria seniorów

#### Soliści (S)
| Poz. | Zawodnik          | Nota łączna | SP | SP     | FS | FS     |
| ---- | ----------------- | ----------- | -- | ------ | -- | ------ |
| 1    | Ilia Malinin      | 292,12      | 1  | 105,43 | 2  | 186,69 |
| 2    | Yuma Kagiyama     | 281,78      | 2  | 93,49  | 1  | 188,29 |
| 3    | Shun Satō         | 270,82      | 4  | 86,28  | 3  | 184,54 |
| 4    | Daniel Grassl     | 254,96      | 5  | 81,76  | 4  | 173,20 |
| 5    | Michaił Szajdorow | 253,75      | 3  | 91,26  | 6  | 162,49 |
| 6    | Kévin Aymoz       | 238,63      | 6  | 68,82  | 5  | 169,81 |

#### Solistki (S)
| Poz. | Zawodniczka    | Nota łączna | SP | SP    | FS | FS     |
| ---- | -------------- | ----------- | -- | ----- | -- | ------ |
| 1    | Amber Glenn    | 212,07      | 1  | 70,04 | 1  | 142,03 |
| 2    | Mone Chiba     | 208,85      | 2  | 69,33 | 2  | 139,52 |
| 3    | Kaori Sakamoto | 201,13      | 4  | 63,98 | 3  | 137,15 |
| 4    | Wakaba Higuchi | 195,96      | 6  | 61,61 | 4  | 134,35 |
| 5    | Hana Yoshida   | 194,02      | 3  | 64,23 | 5  | 129,79 |
| 6    | Rino Matsuike  | 189,02      | 5  | 62,63 | 6  | 126,39 |

#### Pary sportowe (S)
| Poz. | Zawodnicy                               | Nota łączna | SP | SP    | FS | FS     |
| ---- | --------------------------------------- | ----------- | -- | ----- | -- | ------ |
| 1    | Minerva Fabienne Hase / Nikita Wołodin  | 218,10      | 1  | 76,72 | 1  | 141,38 |
| 2    | Riku Miura / Ryuichi Kihara             | 206,71      | 2  | 76,27 | 3  | 130,44 |
| 3    | Anastasija Mietiołkina / Łuka Bieruława | 205,78      | 3  | 72,26 | 2  | 133,52 |
| 4    | Sara Conti / Niccolò Macii              | 200,06      | 4  | 70,49 | 4  | 129,57 |
| 5    | Ellie Kam / Danny O’Shea                | 198,26      | 5  | 68,91 | 5  | 129,35 |
| 6    | Rebecca Ghilardi / Filippo Ambrosini    | 181,52      | 6  | 65,80 | 6  | 115,72 |

#### Pary taneczne (S)
| Poz. | Zawodnicy                                | Nota łączna | RD | RD    | FD | FD     |
| ---- | ---------------------------------------- | ----------- | -- | ----- | -- | ------ |
| 1    | Madison Chock / Evan Bates               | 219,85      | 1  | 87,73 | 1  | 132,12 |
| 2    | Charlène Guignard / Marco Fabbri         | 206,11      | 2  | 83,12 | 3  | 122,99 |
| 3    | Lilah Fear / Lewis Gibson                | 205,18      | 3  | 82,31 | 4, | 122,87 |
| 4    | Marjorie Lajoie / Zachary Lagha          | 199,84      | 4  | 77,73 | 5  | 122,11 |
| 5    | Piper Gilles / Paul Poirier              | 199,27      | 6  | 72,15 | 2  | 127,12 |
| 6    | Jewgienija Łopariowa / Geoffrey Brissaud | 195,91      | 5  | 76,98 | 6  | 118,93 |

### Kategoria juniorów

#### Soliści (J)
| Poz. | Zawodnik       | Nota łączna | SP | SP    | FS | FS     |
| ---- | -------------- | ----------- | -- | ----- | -- | ------ |
| 1    | Jacob Sanchez  | 227,38      | 2  | 79,24 | 2  | 148,14 |
| 2    | Seo Min-kyu    | 222,14      | 5  | 69,68 | 1  | 152,46 |
| 3    | Rio Nakata     | 215,33      | 1  | 79,39 | 4  | 135,94 |
| 4    | Sena Takahashi | 204,40      | 6  | 61,83 | 3  | 142,57 |
| 5    | Yanhao Li      | 201,63      | 4  | 72,17 | 5  | 129,46 |
| 6    | Lukáš Václavík | 176,36      | 3  | 72,72 | 6  | 103,64 |

#### Solistki (J)
| Poz. | Zawodniczka     | Nota łączna | SP | SP    | FS | FS     |
| ---- | --------------- | ----------- | -- | ----- | -- | ------ |
| 1    | Mao Shimada     | 199,46      | 1  | 73,72 | 1  | 125,74 |
| 2    | Kaoruko Wada    | 191,75      | 2  | 67,77 | 2  | 123,98 |
| 3    | Ami Nakai       | 189,58      | 3  | 67,26 | 4  | 122,32 |
| 4    | Wang Yihan      | 187,90      | 4  | 64,52 | 3  | 123,38 |
| 5    | Kim Yu-seong    | 184,23      | 5  | 64,42 | 5  | 119,81 |
| 6    | Stefania Gladki | 175,39      | 6  | 62,31 | 6  | 113,08 |

#### Pary sportowe (J)
| Poz. | Zawodnicy                            | Nota łączna | SP | SP    | FS | FS     |
| ---- | ------------------------------------ | ----------- | -- | ----- | -- | ------ |
| 1    | Zhang Jiaxuan / Huang Yihang         | 176,09      | 1  | 62,94 | 1  | 113,15 |
| 2    | Olivia Flores / Luke Wang            | 155,82      | 3  | 52,04 | 2  | 103,78 |
| 3    | Jazmine Desrochers / Kieran Thrasher | 152,82      | 2  | 55,28 | 3  | 97,54  |
| 4    | Romane Télémaque / Lucas Coulon      | 146,38      | 4  | 51,34 | 5  | 95,04  |
| 5    | Sae Shimizu / Lucas Tsuyoshi Honda   | 145,66      | 5  | 50,20 | 4  | 95,46  |
| 6    | Julia Quattrocchi / Simon Desmarais  | 139,13      | 6  | 47,70 | 6  | 91,43  |

#### Pary taneczne (J)
| Poz. | Zawodnicy                               | Nota łączna | RD | RD    | FD | FD     |
| ---- | --------------------------------------- | ----------- | -- | ----- | -- | ------ |
| 1    | Noemi Tali / Noah Lafornara             | 169,98      | 1  | 68,66 | 1  | 101,32 |
| 2    | Katarina Wolfkostin / Dimitry Tsarevski | 164,98      | 2  | 65,57 | 2  | 99,41  |
| 3    | Darya Grimm / Michail Savitskiy         | 161,86      | 3  | 64,84 | 3  | 97,02  |
| 4    | Iryna Pidgaina / Artiom Kowal           | 152,27      | 5  | 62,36 | 4  | 89,91  |
| 5    | Célina Fradji / Jean-Hans Fourneaux     | 151,70      | 4  | 63,24 | 5  | 88,46  |
| 6    | Elliana Peal / Ethan Peal               | 143,08      | 6  | 60,19 | 6  | 82,89  |